# Abántidas
Abántidas (en griego antiguo: Ἀβαντίδας), hijo de Paseas, se convirtió en tirano de la antigua polis de Sición en el año 264 a. C. después de asesinar a Clinias, el padre de Arato. Después del asesinato, Abántidas hizo que los amigos y parientes restantes de Clinias fueran desterrados o asesinados.
Arato, hijo de Clinias, que entonces tenía solo siete años, escapó por poco de la muerte huyendo a la casa de Soso, la hermana de Abántidas, que casualmente estaba casada con Profante, el difunto hermano de Clinias. Lo escondió en la casa y por la noche lo envió en secreto a Argos. Abántidas era aficionado a la literatura y acostumbraba a asistir a las discusiones filosóficas de Dinias de Argos y de Aristóteles, el dialéctico, en el ágora de Sición. En una de estas ocasiones, en el 252 a. C., con la complicidad de los dos retóricos, fue asesinado por sus enemigos.
Después de su muerte, su padre, Paseas le sucedió como tirano. Pero más tarde Nicocles mató a Paseas.